# Pobla de Mafumet CF
Pobla de Mafumet CF is een Spaanse voetbalclub uit La Pobla de Mafumet in Catalonië. De club heeft als thuisstadion het Estadi Municipal de La Pobla de Mafumet en Pobla de Mafumet CF speelt in de Tercera División Grupo 5. Het werkt nauw samen met Gimnàstic de Tarragona.

## Geschiedenis
Pobla de Mafumet CF werd opgericht in 1953. Jarenlang speelde club in de amateurdivisies en pas in 2007 debuteerde het in de Tercera División, het vierde Spaanse niveau.

## Bekende (ex-)spelers
- Etienne Eto'o
- Fabrice Ondoa
- Aleix Vidal

CD Banyoles ·
UE Castelldefels ·
Cerdanyola del Vallès FC ·
CE Europa ·
UE Figueres ·
Girona FC B
FE Grama ·
EC Granollers ·
UA Horta ·
CF Igualada ·
CE Manresea ·
CF Montañese ·
CF Peralada ·
Pobla de Mafumet CF ·
CP San Cristóbal
UE Sant Andreu ·
Santfeliuenc FC ·
UE Sants ·
Terrassa FC ·
UE Valls ·
FC Vilafranca ·
UE Vilassar de Mar